# Lativalva
Lativalva és un gènere d'arnes de la família Crambidae.

## Taxonomia
- Lativalva monotona Amsel, 1956
- Lativalva pseudosmithii Amsel, 1956